# Élections législatives belges de 1936
 (octobre 2012).
Si vous disposez d'ouvrages ou d'articles de référence ou si vous connaissez des sites web de qualité traitant du thème abordé ici, merci de compléter l'article en donnant les références utiles à sa vérifiabilité et en les liant à la section « Notes et références ».
Les élections législatives belges de 1936 ont eu lieu le dimanche 24 mai. Il s'agit d'élections anticipées, qui se traduisent également par une adaptation du nombre de sièges parlementaires qui passent de 187 à 202 à la Chambre. Elles constituent un véritable séisme sur le plan politique. Jusqu'alors — depuis l'instauration du suffrage universel masculin en 1919 —, les trois partis traditionnels recueillaient 90 % des voix des électeurs. Cette fois, près d'un électeur sur quatre a porté sa voix sur une formation non traditionnelle à l'extrême droite ou à l'extrême gauche. Cette radicalité est portée à droite par le Parti rexiste ("Front populaire de Rex") de Léon Degrelle et le nationalisme flamand du VNV (Vlaams Nationaal Verbond, ou Ligue nationale flamande), à gauche par le Parti communiste de Belgique. Ce séisme bouleverse le paysage politique. Alors qu'il se présente pour la première fois, Rex remporte d'emblée 21 sièges à la Chambre. Le VNV, créé en 1933, obtient, lui, 16 députés. Si le nationalisme flamand est présent politiquement depuis 1919, c'est la première fois que le VNV se présente en tant que tel. Cette formation a vu le jour après la disparition du Frontpartij. Depuis plusieurs années, l'impact de la crise économique et un contexte international tendu sont autant d'éléments à prendre en compte pour comprendre le comportement des électeurs belges. Le Parti catholique est le plus touché par cette défaite, perdant 18 sièges; cédant ainsi au POB la place de premier parti.
À gauche, le Parti communiste de Belgique a multiplié par trois le nombre de ses députés. Depuis le début de la crise économique, le PCB a été particulièrement actif, notamment lors des grèves de 1932 dans le Borinage. Il reste néanmoins un acteur politique marginal même si sa présence contribue à alimenter l'anticommunisme ambiant. Même s'il devient le premier parti, les socialistes du POB n'en sont pas moins en crise aussi. Il recule de 3 sièges et est en proie à de profondes divisions internes que le déclenchement de la guerre civile espagnole ne fera que renforcer.

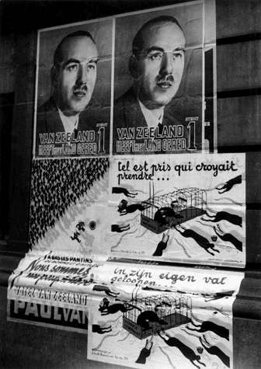
Campagnes électorales, 1934-1936

Paradoxalement, sur le plan économique, la situation s'était néanmoins quelque peu améliorée. Depuis mars 1935, le pays était dirigé par un gouvernement d'union nationale sous la houlette de Paul Van Zeeland. Ce gouvernement a pris une série de décisions importantes que l'on pourrait qualifier d'une forme de "New Deal" à la belge. Autre décision importante : la dévaluation du franc belge de 28%. Malgré la fragile reprise, il est manifeste qu'une partie des électeurs se sentent lésés. La dévaluation a clairement été mal ressentie par une fraction des classes moyennes. De plus, des rumeurs de scandales politico-financiers ont déconsidéré le régime parlementaire au regard d'un nombre important d'électeurs. 
Le "dimanche noir" du 24 mai 1936 va entrer dans la mémoire collective de la société belge comme la grande poussée de l'extrême droite tant au nord qu'au sud du pays.

## Résultats
|       |                              |                           |                           |                           |           |                  |          |  |
| Parti | Parti                        | Chambre des représentants | Chambre des représentants | Chambre des représentants | Sénat     | Sénat            | Sénat    |  |
| Parti | Parti                        | Votes                     | %                         | Sièges                    | Votes     | %                | Sièges   |  |
|       | Parti ouvrier belge          | 758 485                   | 32,11 % (-4,92)           | 70 (-3)                   | 769 498   | 33,46 % (-8,85)  | 39 (=)   |  |
|       | Bloc catholique belge        | 653 717                   | 27,67 % (-10,75)          | 61 (-18)                  | 667 739   | 29,04 % (-14,91) | 34 (-8)  |  |
|       | Parti libéral                | 292 970                   | 12,4 % (-1,68)            | 23 (-1)                   | 297 280   | 12,93 % (-3,76)  | 11 (=)   |  |
|       | Front populaire de Rex       | 271 481                   | 11,49 % (+11,49)          | 21 (+21)                  | 250 272   | 10,88 % (+10,88) | 8 (+8)   |  |
|       | Ligue nationale flamande     | 166 737                   | 7,06 % (+1,04)            | 16 (+8)                   | 160 212   | 6,97 % (+1,08)   | 5 (+4)   |  |
|       | Parti communiste de Belgique | 143 223                   | 6,06 % (+3,16)            | 9 (+6)                    | 110 855   | 4,82 % (+2,12)   | 4 (+4)   |  |
|       | Démocratie chrétienne        | 22 224                    | 0,94 % (+0,94)            | 2 (+2)                    | 19 477    | 0,85 % (+0,85)   | 0        |  |
|       | Autres (<1 %)                | 53 599                    | 3,8 %                     | 0                         | 24 175    | 1,06 %           | 0        |  |
|       | Blancs et nuls               | 49 692                    | 2,54 %                    | 2                         | 32 209    | 1,41 %           | 0        |  |
| Total | Total                        | 2 511 246                 | 100 %                     | 202 (+15)                 | 2 508 489 | 100 %            | 101 (+8) |  |